# Миелит
Миелит (греч. μυελός — «мозг» + греч. -ῖτις — «воспаление») — воспаление спинного мозга, которое может нарушить нормальные ответы от мозга к остальной части тела, и от остальной части тела к мозгу. Воспаление в спинном мозге может привести к повреждению миелина и аксона, что приводит к таким симптомам как паралич и потеря чувствительности. Миелит классифицируется на несколько категорий в зависимости от области или причины поражения; однако любой воспалительный приступ на спинном мозге часто называют поперечным миелитом. Может быть симптомом других заболеваний ЦНС.
Иногда используется как устаревший синоним воспаления/инфекции в костном мозге (см. Остеомиелит).

## Классификация
- По длительности течения
  - Острые
  - Подострые
  - Хронические
- По этиологии
  - вирусные
  - бактериальные
  - травматические
  - токсические
  - поствакцинальные[2]
- По степени распространенности
  - диффузные
  - многоочаговые
  - ограниченные
- По механизму развития
  - первичный миелит
  - вторичный миелит (развивается на фоне другого заболевания)

## Факторы риска
- иммунодепрессивные состояния
- гипотермия

## Патогенез
В случае первичных инфекционных миелитов инфекция проникает в спинной мозг гематогенным путём. Виремия предшествует поражению мозга. При вторичных инфекционных миелитах играет роль аллергический фактор. Инфекция попадает в спинной мозг аналогично: гематогенным путём. Травматические миелиты возникают в результате присоединения вторичной инфекции.
В течении миелита различают стадию острых явлений (от начала заболевания до стабилизации симптомов), ранний восстановительный период (до 4-6 мес. после стабилизации симптомов), поздний восстановительный период(от 4-6 мес. с начала заболевания до 2 лет) и стадию остаточных явлений.

## Локализация процесса
Чаще всего при миелите поражаются шейный, грудной, шейно-грудной отдел спинного мозга. Обычно поражаются один-два рядом лежащих сегмента спинного мозга.

## Клиническая картина
Выделяют несколько клинических форм миелита.

### Острый очаговый миелит
Начинается относительно остро с недомогания, общей слабости. Затем появляется температура с ознобом. Несильные боли в спине, грудной клетке. Возникают парестезии в ногах, которые постепенно переходят в онемение с быстрым нарастанием утраты движений, вплоть до полного паралича. Так как грудной отдел спинного мозга поражается наиболее часто развивается нижняя параплегия с выпадением чувствительности по проводниковому типу. При остром развитии заболевания паралич первое время носит вялый характер с выпадением сухожильных рефлексов. С течением времени вялый паралич может перейти в спастический. При неостром течении процесса паралич сразу может носить характер спастического. Если процесс локализуется не в грудном отделе спиного мозга, то и картина параличей будет иная. При очаге воспаления в половине сегмента будет наблюдаться паралич Броун-Секара. Также наблюдается расстройство функций органов малого таза в виде задержки мочи и кала, или же наоборот в слабости сфинктеров.

### Острый диссеминированный миелит
Заболевание развивается остро, симптомы поражения спинного мозга появляются в первые дни. В данном случае процесс локализуется очагами поражения в разных отделах спинного мозга, наряду с большим очагом поражения на определённом уровне, имеется ещё ряд мелких очагов воспаления в различных сегментах. Очаги воспаления располагаются как в белом, так и в сером веществе спинного мозга. Они и вносят дополнительную симптоматику в клиническую картину заболевания: повышение коленного рефлекса и отсутствие ахиллова при одновременном наличии тех или иных патологических рефлексов. На неравномерность поражения указывает разная интенсивность двигательных, чувствительных и рефлекторных расстройств справа и слева. В таких случаях имеются слабо выраженные расстройства тазовых органов и нерезкие трофические нарушения. Чувствительные расстройства также могут быть резко выражены. Глубокая чувствительность может страдать сильнее, чем поверхностная. Это происходит и по проводниковому, и по корешковому типу.

### Подострый некротический миелит
Подострый некротический миелит обычно регистрируется у людей пожилого возраста с хроническим легочным сердцем. Для клинической картины характерно постепенное нарастание симптомов амиотрофической параплегии, отмечаются вариабельные расстройства чувствительности и тазовые нарушения. Поражение нижних отделов спинного мозга и «конского хвоста» имеет тенденцию к распространению вверх и продолжается в течение нескольких лет. В спинно-мозговой жидкости отмечается белково-клеточная диссоциация с умеренным плеоцитозом. Подострый некротический миелит обычно возникает как паранеопластический синдром. Почти в половине случаев не удается установить причину заболевания. Чаще всего воспалительный процесс при миелите локализуется в нижнегрудном отделе спинного мозга.

### Оптикомиелит
Помимо типичных клинических симптомов миелита при этой форме заболевания присутствуют выпадение боковых половин полей зрения, скотомы, снижение остроты зрения. Данная форма миелита может привести к слепоте.

### Острый вялый миелит
Острый вялый миелит считается чрезвычайно редкой болезнью, напоминающей по симптомам полиомиелит. ОВМ поражает серое вещество спинного мозга, и в некоторых случаях может вызвать пожизненный паралич мышц. В отличие от полиомиелита, вакцины и препаратов для лечения и для профилактики острого вялого миелита не существует. Возбудители заболевания неизвестны. В качестве возможных причин возникновения болезни Центры по контролю и профилактике заболеваний США рассматривают вирусы, токсины и генетические нарушения. Также отмечается, что острый вялый миелит не заразен и не передаётся от человека к человеку. В 2014 году был впервые зафиксирован заметный рост числа заболевших ОВМ. Пики заболеваемости приходились на август—сентябрь. В 2018 году болезнь начала распространяться более высокими темпами. В октябре 2018 года в США было зарегистрировано 127 случаев ОВМ. Заболеванию были подвержены дети до 18 лет, со средним возрастом — 4 года. С периодичностью каждые два года следующая вспышка ОВМ должна была пройти в 2020 году, но вспышка отсутствовала.

## Диагностика
- люмбальная пункция

### Дифференциальная диагностика
Спинальный арахноидит следует отличать от диссеменированной формы миелита.

## Осложнения
- гиподинамия
- пролежни

## Лечение
- глюкокортикостероиды в высоких дозах
- при бактериальной этиологии — антибиотики широкого спектра действия в достаточно больших дозах
- витамины B1, B6, B12 парентерально
- адренокортикотропные гормоны
- антихолинэстеразные препараты
- дезинтоксикационные мероприятия
- глюкоза с уротропином

## Прогноз
Прогноз для пиогенных миелитов неблагоприятный. Как правило, заболевание заканчивается летальным исходом. Однако подключение пациента с параличом дыхательной мускулатуры к аппарату искусственной вентиляции лёгких может спасти жизнь больного. Очень редко заболевание проходит бесследно. Чаще, если движение и восстанавливается, все же остается элемент спастичности в походке, парестезии, судороги в ногах.